# ロデオボックス
ロデオボックスは、高須克裕と田中邦彦による漫才コンビ。吉本興業所属。baseよしもとのサライヴメンバーとして活動していた。2001年4月結成。2007年解散。NSC21期生。

## メンバー
- 高須克裕 （たかす よしひろ、1979年4月8日 - ）ボケ担当。立ち位置は向かって左。AB型。ピン芸人生江ミョウジとしての活動を経て、現在は元漫才ゲリラの松本とたいようを結成。
  - 趣味：映画、猫、空手、風呂、食べること。
- 田中邦彦 （たなか くにひこ、1975年10月11日 - ）ツッコミ担当。立ち位置は向かって右。O型。現在は中立豊（元・けもの道）と「無駄無駄ラッシュ」を結成。
  - 趣味：山歩き、読書。

## 概要
- 2006年のオールザッツ漫才では、高須が何を言っているかわからないぐらい絶叫するネタを披露した。COUNT DOWN LIVE IN KOBEでは漫才の初めに｢どうも～!オールザッツ漫才で何を言ってるか分からなかったロデオボックスで～す!｣と言い、ネタにしていた[注 1]。

## 受賞歴
- 2005年　第6回笑わん会最優秀賞

## 単独ライブ
- 2005年10月09日 - ロデオボックス1Hソロライブ「ハスの花」 (baseよしもと/大阪)　※初単独